# Nikolaus Fiedler
Nikolaus Fiedler (ur. 1906, zm. ?) – zbrodniarz nazistowski, członek załogi niemieckiego obozu koncentracyjnego Dachau i SS-Oberscharführer.
Z zawodu krawiec. Członek SS i Waffen-SS od 1933. W tym samym roku rozpoczął służbę w Dachau, gdzie pozostał do grudnia 1942. Sprawował tu między innymi funkcję kierownika magazynu zaopatrzeniowego i Blockführera. 
W procesie członków załogi Dachau (US vs. Nikolaus Fiedler i inni), który miał miejsce w dniach 22–23 maja 1947 przed amerykańskim Trybunałem Wojskowym w Dachau skazany został na 5 lat pozbawienia wolności za bicie więźniów i składanie na nich karnych raportów.